# Бриджит Джонс
Бриджит Джонс (англ. Bridget Jones) — литературный персонаж, заглавная героиня книг английской писательницы Хелен Филдинг «Дневник Бриджит Джонс» (1996), «Грани разумного» (1999), «Бриджит Джонс. Без ума от мальчишки» (2013), «Ребёнок Бриджит Джонс. Дневники» (2016). Центральный персонаж художественных фильмов «Дневник Бриджит Джонс» (2001), «Бриджит Джонс: Грани разумного» (2004), «Бриджит Джонс 3» (2016) и «Бриджит Джонс. Без ума от мальчишки» (2025), в которых её сыграла Рене Зеллвегер.

## Биография
Бриджит Джонс впервые появилась в романе «Дневник Бриджит Джонс». Это англичанка чуть старше тридцати лет, одинокая и постоянно ищущая серьёзные отношения со зрелым мужчиной. Она постоянно пытается похудеть, бросить курить и ограничить себя в выпивке, но встречи с подругами рушат эти планы. Бриджит начинает встречаться со своим начальником Дэниэлом Кливером, но он ей изменяет. Она уходит из издательства и начинает работать в утренней программе на телевидении, где постоянно попадает в нелепые ситуации. Наконец, Бриджит начинает встречаться с известным адвокатом Марком Дарси, но и эти отношения складываются непросто. В конце второго романа Филдинг Дарси предлагает Бриджит руку и сердце, и она соглашается.

## Восприятие образа
Бриджит Джонс стала популярным персонажем благодаря сначала романам Филдинг, а позже их экранизациям. После выхода фильма «Дневник Бриджит Джонс» в Великобритании резко упали продажи шардоне: главная героиня постоянно пьёт именно это вино, после этого совершая глупости и чувствуя себя несчастной.
Критики отмечают, что книги и фильмы о Бриджит Джонс полны отсылок к роману Джейн Остин «Гордость и предубеждение», а сама эта героиня имеет много общего с Элизабет Беннет.